# ميتش إينمان
ميتش إينمان (بالإنجليزية: Mitch Inman)‏ هو لاعب اتحاد الرغبي أسترالي، ولد في 24 أكتوبر 1988 في سيدني في أستراليا.